# Plötzenseer Kolk
Der Plötzenseer Kolk ist ein Kolk am Berlin-Spandauer Schifffahrtskanal und bekannt als Liegeplatz von alten Binnenschiffen, die dort aufgelegt wurden und primär als ganzjährig bewohnte Hausboote genutzt werden.

## Vorgeschichte
Der Plötzenseer Kolk befindet sich im Ortsteil Moabit des Berliner Bezirks Mitte südlich der Schleuse Plötzensee. Die Ausbuchtung der Wasserstraße ist ein Ergebnis des Ausbaues des Berlin-Spandauer Schifffahrtskanals. Gegen Mitte des 19. Jahrhunderts wurde als Folge des wirtschaftlichen Aufschwunges in der Region eine direkte Wasserstraßenverbindung zwischen den damals noch eigenständigen Städten Berlin und Spandau immer dringender. Verschiedene Gründe, wie die zum einen schwierige Schifffahrt auf der unregulierten Unterspree, bevor die Staustufe und die Schleusen Charlottenburg gebaut wurden, und der Wunsch nach einer Verkürzung des Fahrweges zum Finowkanal und zur Oder führten zwischen 1847 und 1859 zum Bau der damals noch Spandauer Canal genannten Wasserstraße. Mit dem Neubau der Schleusenanlage in Plötzensee entstand ein zusätzlicher Durchstich, später Westhafen-Verbindungskanal genannt, zum Charlottenburger Verbindungskanal. Eine alte, sehr schmale kanalartige Verbindung westlich des neuen Verbindungskanals vom Kolk zum Charlottenburger Verbindungskanal wurde zugeschüttet und mit der Verlängerung der Seestraße überbaut. Über diesen Westhafen-Verbindungskanal entstand eine Straßenbrücke, später Südliche Seestraßenbrücke genannt. Die Seestraße begann, als die Stadtautobahn noch nicht vorhanden war, noch weiter südwestlich, verlief entlang des nördlichen Ufers des Neuen Verbindungskanals bis zum Habsburger Ufer. Auf dieser Trasse liegt seit den 1960er Jahren die Berliner Stadtautobahn A 100, die an der Südlichen Seestraßenbrücke beginnt.
Im Jahr 1947 pachtete die Schifferfamilie Becker ein Grundstück mit einem Geräteschuppen am Saatwinkler Damm unmittelbar am Gewässer. In den folgenden Jahren sammelten sich dort nach und nach die Schiffe der Reederei Becker – auch die ausrangierten. Im Jahr 2002 sollen es nicht weniger als zehn gewesen sein, darunter die Mars, die Jupiter, die Venus, die Pluto und die Uranus. Dazu kamen damals noch vier weitere Schiffe aus der ehemaligen DDR. Im Jahr 2005 entwickelte sich das Hafenbecken weiter zu einem etablierten Liegeplatz für Wohnschiffe.

## Lage des Plötzenseer Kolk

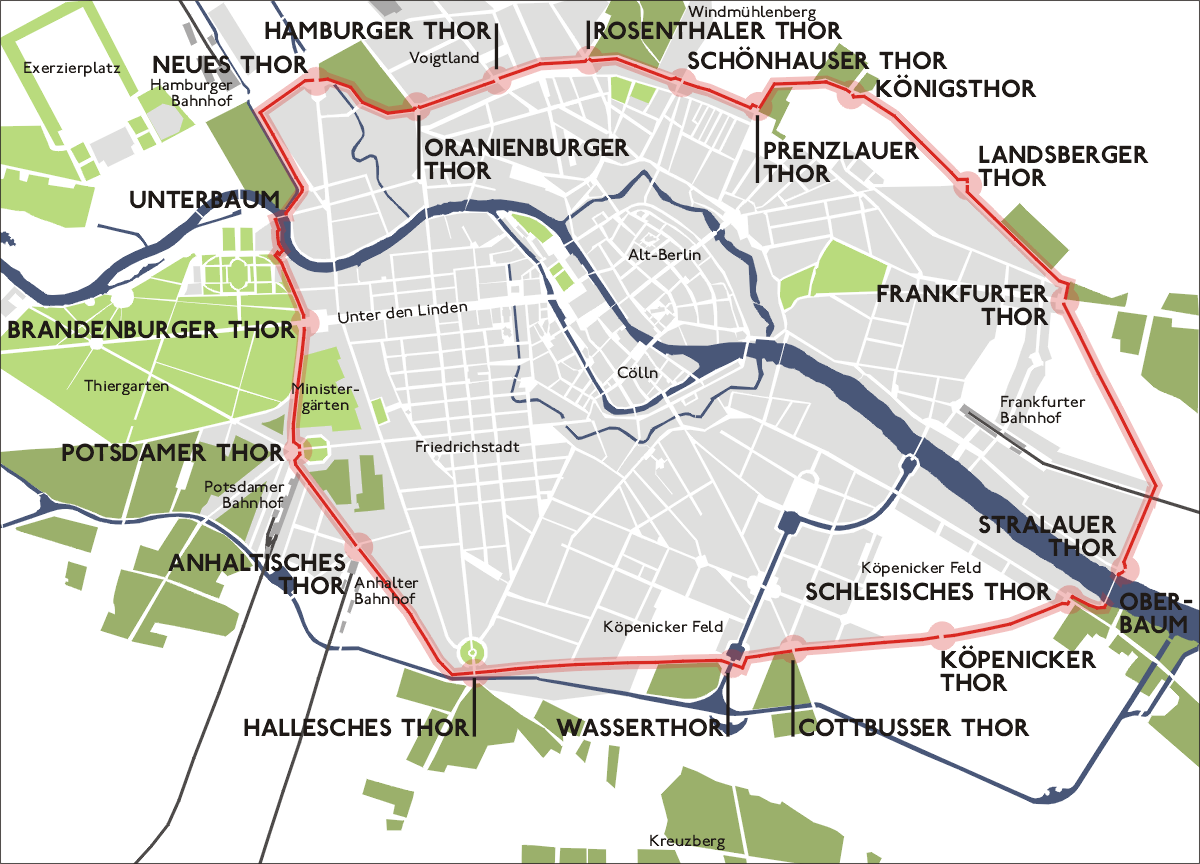
Wasserstraßen in Berlin um 1855
Lage des Plötzenseer Kolkes
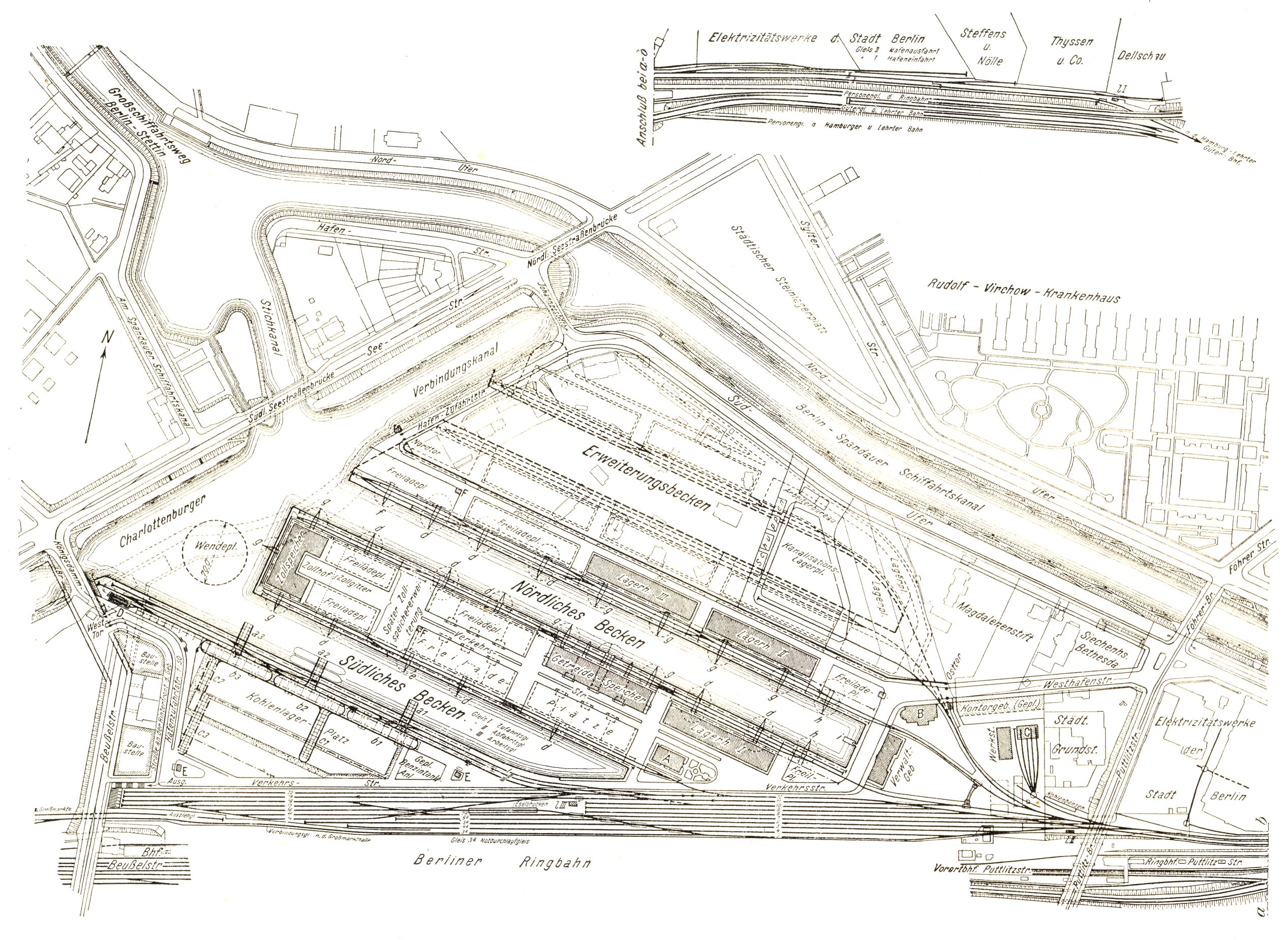
Plan des Westhafens mit neuem Stichkanal unter Südlicher Seestraßenbrücke und Kolk

## Liste von Wasserfahrzeugen im Plötzenseer Kolk
Die Liste von Wasserfahrzeugen im Plötzenseer Kolk führt Schiffe und Boote auf, die ihren Liegeplatz im Hafenbecken des Plötzenseer Kolks haben oder über längere Zeit hatten. Sie orientiert sich am Zustand 2024 und erhebt keinen Anspruch auf Aktualität und Vollständigkeit.
| Name(n)      | Registriernr.           | Baujahr           | Geschichte | Bild |
| ------------ | ----------------------- | ----------------- | --- | ---- |
| Alk          | ENI 5602350             | 1954              | Das Motorboot Alk fuhr zeitweise für das Unternehmen „Spreefahrt“ von Elke und Horst Duggen. Diese Firma ist 2010 erloschen. Kurt Groggert führt 1988 kein Fahrzeug dieses Namens und gibt als Duggen-Schiffe nur die Frohsinn, die Jan und die Correkt für das Jahr 1987 an. Bei Schubert wird die Alk im Jahr 2000 noch neben der Frohsinn, der Spreekieker (ex Correkt) und der Meteor unter den Schiffen der Familie Duggen geführt. Die Bauwerft sei nicht bekannt. Laut einem Eintrag im Binnenschifferforum ist die Alk ein ehemaliges Zollboot, das möglicherweise in Kladow eingesetzt wurde, und stammt aus Hamburg, wo sie den Namen Brook getragen haben soll. Ein Vergleich mit dem ehemaligen Zollboot Baumwall legt die Annahme nahe, dass das Fahrzeug bei C. G. Jensen Nachf. gebaut wurde. Länge: 16,09 m, Breite: 3,24 m, Tiefgang: 1,00 m, Motor: 45 kW, zugelassen für 12 Fahrgäste.         |      |
| Annika       |                         |                   | Die Annika ist 25,35 m lang und 5,81 m breit und wurde im Jahr 2019 aufwändig als Wohnschiff renoviert. |      |
| Arcona       |                         |                   | Die Überreste eines Schiffes namens Arcona sollen sich zumindest im Jahr 2002 noch im Plötzenseer Kolk befunden haben. Dieses Schiff soll als erstes Schiff nach Beendigung der Berlin-Blockade Lebensmittel nach Westberlin gebracht haben. Es sollte anlässlich des 50. Jahrestages der Beendigung dieser Blockade zusammen mit einem Rosinenbomber ausgestellt werden. |      |
| Balu         |                         |                   | Die Balu ist ein relativ kleines Hausboot im Kolk. |      |
| Jupiter      | ENI 05112280            | 1928              | Bei der Jupiter handelt es sich um einen alten Becker-Frachter. Mit dem 57 m langen Schiff verdienten Gerhard Becker und sein Sohn Michael im Jahr 2002 noch ihr Geld. Jupiter wurde unter der Baunummer 235 bei Gebr. Wiemann gebaut und hieß ursprünglich Urian, später Columbus, zuletzt Jupiter. Das Schiff wurde 2012 verschrottet. |      |
| Magdeburg    |                         | 1938              | Das Wohnschiff Magdeburg wurde als Wohnschiff im Kanalbau der DDR gebaut und nach der Wiedervereinigung als Eventschiff in der Rummelsburger Bucht betrieben. So wurden hier Veranstaltungen im Zuge der Loveparade der 90er Jahre abgehalten. Es befindet sich seit 2005 im Kolk und wurde im Jahr 2019 aufwändig als Wohnschiff renoviert. Es besitzt die Länge: 25,01 m, Breite: 5,00 m, Tiefgang: 0,80 m und wird mittlerweile das ganze Jahr bewohnt. |      |
| Manzana      |                         |                   | Auf der grün gestrichenen Manzana lebt seit 2001 der Fotograf Eckard Friz mit seiner Frau. Das Innere des Schiffes ist in einem online verfügbaren Film zu sehen. |      |
| Mars         | P-075                   |                   | Die Mars war ein Schiff der Familie Becker. Sie wurde 1929 als Fritz Reuter bei Schuldt in Stralsund gebaut, fuhr zunächst in Waren an der Müritz und gelangte 1991 in den Besitz Gerhard Beckers. Damals wurde sie auf Mars umgetauft. 2002 kam sie nach Rheinsberg (Marina Wolfsbruch Resort). Dort befand sie sich zumindest 2007 noch als Wohnschiff ohne Steuerhaus. |      |
| Müritz       | ENI 5035200 11 B 22-145 | 1896 oder um 1920 | Die Müritz ist ein ehemaliger Ziegelkahn, ein Finowmaßkahn, der in DDR-Zeiten zum Wohn- und Lehrboot umgebaut wurde. Später war in der Müritz und drei weiteren Schiffen die „Pension Ambord“ untergebracht, eine Anlaufstelle unter anderem für Suchtkranke. 2006 kaufte der Tischler Christian Elissavitis Lilge das Schiff und gestaltete es um. Das Wohnboot ist mittlerweile aber wieder in anderen Händen. Es bietet etwa 130 bis 140 m² Wohnfläche und wird partiell über airbnb vermietet. Das Schiff ist 39,85 m lang und 4,99 m breit und hat einen Tiefgang von 0,78 m. Die Bauwerft ist nicht bekannt, den Umbau 1965 nahm die Schiffswerft Zehdenick vor. Bis 1995 war das Schiff im Einsatz, dann wurde es über die VEBEG verkauft. |      |
| Pirol        | 4 B 21-37               |                   | Laut Binnenschifferforum befindet sich auch der ehemalige Schlepper Pirol im Plötzenseer Kolk. Allerdings passen Beschreibung und Bild in der entsprechenden Mitteilung nicht zueinander. |      |
| Pluto        |                         |                   | Der ehemalige Schlepper Pluto gehörte der Reederei Becker und wurde 2024 als Sportboot nach Niedersachsen verkauft. |      |
| Präpelboot 2 |                         | 1925              | Das 1925 erbaute Motorboot gehörte zeitweise zur Flotte der Reederei Steffke und fuhr dort unter dem Namen Orion, nachdem es vorher Kobold geheißen hatte. Das 16,8 m lange und 2,81 m breite Fahrzeug wurde 1966 aus der Personenschifffahrt genommen und zum Dienstboot umgerüstet. In dieser Funktion trug es den Namen Griebnitz. Bevor es in Privatbesitz überging und im Plötzensee-Kolk festgemacht wurde, war das einstige Fahrgastschiff noch unter dem Namen Präpelboot 2 als schwimmende Einkaufsmöglichkeit für Wassersportler im Einsatz. Das Präpelboot 1, laut Groggert ehemals Onkel Paul IV und 1912 bei Maass in Neustrelitz gebaut, war im März 1985 gesunken. Manfred Bluhm behauptet dagegen, Präpelboot 1 sei zuvor Onkel Paul VI gewesen, er berichtet aber vorher immer nur von fünf Booten des Reeders Paul Bauer. Möglicherweise handelt es sich bei der VI also um einen Zahlendreher. |      |
| Santa Cruz   |                         |                   | Der einstige Dampfer Apollo der Reederei Bathke wurde, nachdem er mehrere Jahre lang abgetakelt in Spandau gelegen hatte, von der Reederei Becker in den Plötzenseer Kolk überführt. Dort wurde er unter dem Namen Santa Cruz als schwimmende Bar genutzt. Diese Ära endete um 1975. |      |
| Siegfried    |                         | 1886              | Die Siegfried lag im Plötzenseer Kolk, ehe sich das Deutsche Technikmuseum des Schiffes annahm und es neu aufbauen ließ. Mittlerweile liegt das älteste Dampfschiff Berlins an der Schleuseninsel im Tiergarten. |      |
| Seerose      |                         |                   | Die ehemalige Schute Seerose wurde in den Jahren 2013-2015 zu einem Wohnschiff ausgebaut und liegt seitdem im Kolk. |      |
| Sonnellino   | 11 B 12-11              | 1907              | Die Sonnellino wurde in ähnlichem Stil wie die Müritz ausgebaut. Das Schiff ist 40,2 m lang und 4,98 m breit und hat einen Tiefgang von 0,42 bis 0,48 m. Die Wohnfläche beträgt etwa 155 m². Das Schiff wurde auf der Schiffswerft Kiel gebaut und trug früher den Namen Rostock sowie die Nummer 11 B 12-11. |      |
| Svenja       | 4 M 22-92 TF 10173      | 1936              | Der Schlepper Svenja befindet sich laut Binnenschifferforum seit ungefähr 2020 im Plötzenseer Kolk. Die Svenja, ex Bode, wurde 1936 bei der Anker Werft in Berlin gebaut. Sie ist 13,25 m lang, 3,19 m breit und hat einen Tiefgang von 1,20 m. Der Motor hat 80 PS. |      |
| Tomsky       |                         |                   | Die Tomsky wird aktuell nach mehreren Eigentümerwechseln renoviert und soll als Wohnschiff ausgebaut werden. |      |
| Uranus       |                         | 1949              | Die auf der Schiffswerft Clausen in Oberwinter gebaute Uranus trug zunächst den Namen Minchen. Als Uranus der Reederei Gerhard Becker verkehrte die Fähre zwischen Werder und Geltow; Schubert führt sie im Jahr 2000 noch als aktives Schiff. Er gibt ihre Maße mit 16,00 m Länge, 4,30 m Breite und 0,70 m Tiefgang an. Laut Schubert hatte der Motor 150 PS und die Fähre war für 75 Fahrgäste zugelassen. Im Binnenschifferforum wird davon abweichend die Breite mit 4,50 m und die zulässige Personenzahl mit 100 angegeben. Im Jahr 2002 diente die einstige Fähre nur noch als Wohnschiff der Familie Becker. Mittlerweile ist die Uranus verkauft worden und wurde aus dem Kolk entfernt. |      |
| Venus        | ENI 05600540            | 1903 oder 1898    | Die Venus ist ein ehemaliger Dampfschlepper. Sie wurde als Lieschen bei den Stettiner Oderwerken gebaut und später zum Motorschiff umgerüstet. Das Schiff galt als eines der ältesten Fahrgastschiffe in Berlin und wurde im Jahr 2022 noch von der Reederei Becker eingesetzt, die allerdings schon 2016 versucht hatte, per Crowdfunding ein anderes gebrauchtes Schiff zu erwerben. |      |